# L'incubo (singolo)
L'incubo è un singolo del gruppo musicale italiano Subsonica, pubblicato l'8 marzo 2019 come quarto estratto dall'ottavo album in studio 8.

## Descrizione
Il brano è nato da un'idea di Samuel (autore del testo insieme a Willie Peyote), aiutato poi nella composizione del brano da Max Casacci.

## Video musicale
Il videoclip è stato pubblicato il 12 marzo 2019 sul canale YouTube del gruppo.